# 世界貿易センター爆破事件
世界貿易センター爆破事件（せかいぼうえきセンターばくはじけん、World Trade Center bombing）は、1993年2月26日、ニューヨークの世界貿易センタービル（WTC）の地下駐車場が爆破された事件である。
犯行はイスラム原理主義テロ組織アルカーイダ（ウサーマ・ビン・ラーディン）とイスラム集団（オマル・アブドッラフマーン）が関与したとされている。

## 事件の背景
1991年の湾岸戦争において、クウェートに侵攻したイラク軍をアメリカ合衆国を中心とする多国籍軍が撤退させた。アメリカ軍はメッカ・マディーナのあるサウジアラビアに駐留しイスラム原理主義の過激派を刺激した。
事件の起きた1993年には前月の1月にバージニア州ラングレーにある中央情報局（CIA）本部の正門前でパキスタン人のミル・アイマル・カシ（偽名でアメリカに入国した際の名前はミル・アイマル・カンシ）が路上の車内からAK-47型のライフルを乱射、CIA職員2名が殺される事件が発生していた（カシは1997年に連邦捜査局によって誘き寄せられたパキスタンのパンジャーブ州で身柄拘束され、アメリカで第一級殺人の罪で2002年に薬殺刑に処せられた）。
アメリカとイスラム過激派との対立は拡大を続け、2001年にはアメリカ同時多発テロ事件が起きることになる。

## 爆破の準備
1992年、ラムジ・ユセフはイラク国籍の偽造パスポートでアメリカに入国した。警察は、ユセフと一緒に来たアブー・バッラの手荷物の中に爆弾を作る手引き書を発見した。その小冊子の中にも書かれていたアブー・バッラという名前は、ムハンマド・ジャマール・ハリーファの偽名であった。アブー・バッラは偽造パスポートの使用と爆弾製造マニュアルをもっていたこともあり、その場で逮捕された。ユセフは、移民帰化局（INS、2003年3月1日付けで廃止）の収容施設がその当時満員だったため、1か月後に再び出頭するように命じられた。
ユセフはニュージャージー州に住居をもち、ニューヨークやニュージャージーを旅していた。その後、刑務所の電話を使って、イスラム過激派の礼拝導師、オマル・アブドッラフマーンと会話している。ユセフはアブー・バッラから爆弾のマニュアルを再び入手した。彼は共犯者の手を借り、化学物質を混合して爆弾を作り始めた。その後、交通事故に遭い入院していたが、警察に押収されていた車からマニュアルを取り戻している。
エル・サイード・ノサイルは、アブドッラフマーンの一味であり、のちに爆破事件に関係したとして有罪を宣告されたが、1991年に起きたアメリカ系ユダヤ人のラビで、極右政党「カハ」の党首メイアー・カハネの殺害に関わったとして逮捕された。同じく爆破事件で有罪を宣告されたマフムード・アブー・ハリマは、ワディーフ・エル＝ハッジにカハネの狙撃に使われたライフル銃を調達するように指示した。ノサイルは殺人については無罪になったが、銃を用意したとして有罪になった。彼の住んでいたアパートにはテロ計画に関係する爆弾作製のマニュアルや文書が多く見つかったが、その時はアラビア語から英語に翻訳されることはなかった。
ユセフは、盗んだのか借りたのかはわからないが、爆破に使う車としてバンを入手した。バンには8 m3の空間があり、1000 kgの爆発物を積むことができたが、ユースフには資金がなくそれほどの爆弾は製造されなかった。もし、もっと多くの資金があったなら、さらに多くの爆弾が製造されトラックに積まれていた可能性がある。

## 爆弾の製造
ユセフは、尿素の丸薬、ニトログリセリン、硫酸、アジ化アルミニウム、アジ化マグネシウム、密閉された水素を使って600 kgの混合爆弾を作った。さらにシアン化（青酸）ナトリウムを加えて、爆発時にその蒸気が換気ダクトやエレベーターを通じて広がることを意図した。その費用は300ドルほどであった。爆薬にはすべて被覆された6 mの導火線がつけられた。導火線に火をつけてから爆発まで12分の猶予があると計算されていた。
爆発による影響を大きくするために、爆発の煙がビルからの脱出を妨げ、中の人々に毒ガスを吸わせる事だけでなく、さらに爆発によってタワーIがタワーIIに倒れこんで崩壊させることも企図していた。

## ビルの爆破
1993年2月26日、爆弾を積んだ車はテロリストによってタワーIの地下駐車場2階に置かれた。導火線は点火され、1秒に1cmの割合で進んだ。午後0時17分、爆弾は地下駐車場で爆発した。コンクリートの壁を突き破って4階層に渡り幅30mの穴が開いた。おそらく1GPa以上の圧力が生じ、爆発速度は、4.5 km/秒だったと考えられている。ユセフが仕込んだシアン化（青酸）ガスは、爆発の中で燃え尽きてしまったが、爆発により6人が殺害され、少なくとも1,040人以上が負傷した。
タワーの強度が爆弾の破壊力を上回っていたために、タワーの倒壊は起きなかった。爆発により、貿易センターの電気系統や電話回線もすべて寸断された。その煙は両方のタワーの93階にまで上昇して、4つある吹き抜け階段に充満し、緊急時に点灯した照明を覆った。ユースフは数時間後にパキスタンに向けて逃亡した。
死傷者の数は比較的少なかったが、この事件はアメリカに大きな衝撃を与えた。
FBIが捜査を開始したが、ユセフの友人は捜査を遅らせるために「バンは盗まれたものだ」とFBIに伝えた。

## 事件後
6人の犠牲者を悼む御影石の記念碑が、二つのタワーの中間、ちょうど爆発のあった真上に立てられた。この追悼碑は、2001年9月11日のアメリカ同時多発テロ事件で世界貿易センタービルが崩壊したことにより失われた。
1993年3月4日、事件に関与した容疑者の一人、ムハンマド・サラーマーの逮捕を当局は発表した。正確にその一年後、4人のテロリストが有罪の判決を受けた。
当局はユセフの住んでいたアパートから、爆弾の材料やムハンマド・ジャマール・ハリーファ名義のキャッシュカードを発見した。ハリーファは1994年12月24日の犯罪に関係したとして逮捕され、1995年5月5日当局によってヨルダンに国外追放された。ハリーファはヨルダンの裁判で無罪とされ、現在はサウジアラビアで生活している。
1995年、オマル・アブドゥル＝ラフマーンと他9名は国連本部などニューヨークの5箇所を同時爆破するニューヨーク・ランドマーク同時爆破計画で有罪判決を受けた。1998年、計画の首謀者とされたラムジ・ユセフは爆破を扇動し、主謀したとして有罪判決を受けた。イヤード・イスマーイールの裁判は、ユセフの裁判と平行して行われた。
1997年と1998年の事件に関与したとして、6人のムスリムに最大で240年の禁固刑が言い渡された。
裁判の過程で、FBIはこの爆破計画に関与していたエジプト人のイマード・サーリムという情報提供者がいたことが明らかにした。サーリムは、自分をこの計画の発案者だとして、早くても1992年の2月6日には、この計画をFBIに知らせたと主張した。彼により、FBIは数百人いる容疑者の中から犯人を迅速に割り出すことができたとされている。サーリムは最初の計画は無害な粉を爆弾に見せかけるものであったと主張した。
彼は自分の主張を実証する何百時間ものFBIの担当官との会話を秘密裏に記録され、それは後に問題となった。サーリムは、爆破は予見できたにもかかわらず、FBIはそれを防ぐことに失敗したのだと言いたかったが、FBIによってそれは思い止めさせられたと言っている。FBIはサーリムの説明を明確には否定していない。
他にもう一人、関与者として挙げられているのが、ニダール・アイヤードである。